# سلسلة جب التذكارية

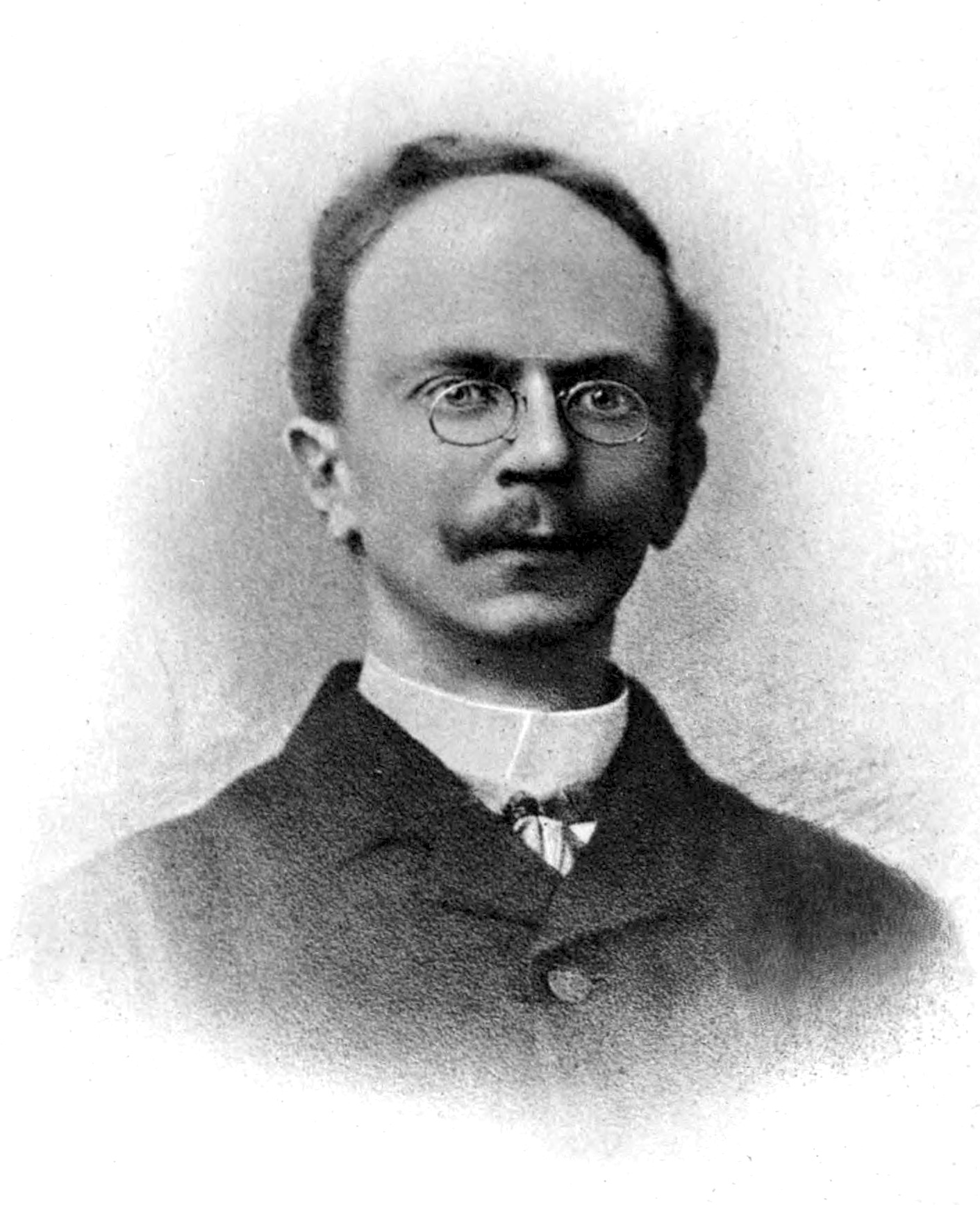
إلياس جون جب.

سلسلة جب التذكارية هي سلسلة من المطبوعات تخصصت بنشر ترجمات وتحقيقات لكتب التراث الشرقي (العربية والفارسية والتركية)، وبالخصوص الدواوين الشعرية.

## تاريخ السلسلة
تتولى نشر السلسلة لجنة جب التذكارية، ذلك أنه لما توفي المستشرق إلياس جون ولكنسون جب، أرادت والدته تخليد ذكراه، فاقترح المستشرق إدوارد جرانفيل براون وقف مبلغ من المال لنشر الأبحاث والتحقيقات عن تاريخ وآداب العرب والترك والفرس، بسبب صعوبة نشر هذه التصانيف لكساد سوقها.

## الأصدارات

من اصدارات السلسلة: ديوان حسان بن ثابت - تحقيق: عرفات (1971 م).

كان من بين أمهات الكتب العربية التي نشرت:
- الأنساب - المسعاني
- معجم الأدباء - ياقوت الحموي
- تجارب الأمم - ابن مسكويه
- الولاة والقضاة - الكندي
- فتوح مصر والمغرب والأندلس - ابن عبد الحكم
- اللمع - أبي نصر السراج
- البديع - ابن المعتز

وإلى جانب ذلك نشرت مجموعة كبيرة من الدواوين الشعرية وصدرت مع هذا البيت:
ومن الكتب الفارسية التي طبعت ضمن السلسلة، كتاب «المعجم في معايير أشعار العجم» لصاحبه محمد بن قيس الرازي، حققه براون (1909 م).

## وصلات
- لجنة جب التذكارية (بالإنجليزية)